# Timahoe
Timahoe (irisch Tigh Mochua; deutsch Mochuas Haus) ist ein kleines Dorf mit 527 Einwohnern (2006) im County Laois in Irland. Es liegt in einem weiten Tal, am Kreuzungspunkt mehrerer Straßen südlich von Port Laoise.
Das letzte Relikt eines an diesem Platz von St. Mochna (gest. 657) gegründeten Klosters ist ein sehr spät errichteter, gut erhaltener etwa 29,3 m hoher Rundturm aus dem 12. Jahrhundert.
Die Todesdaten von Mönchen im alten Kloster liegen zwischen 880 und 1007 und die Gründung einer Kirche ist im Jahr 1089 überliefert. Das Kloster wurde im Spätmittelalter vom O’More Clan wiedergegründet. Nach der cambro-normannischen Eroberung Irlands wurden das Kloster und die Ländereien eingezogen. 1609 bekam Richard Cosby die Ländereien. Der letzte Mönch des Klosters wurde im Jahre 1650 getötet. Wahrscheinlich verwandelte ein Mitglied der Cosby Familie später die mittelalterliche Kirche in ein Castle. Seine östliche Mauer zeigt an, dass ein aus dem 15. Jahrhundert stammender Bogen integriert wurde.